# Ducado de Terranova
El ducado de Terranova es un título nobiliario del reino de Nápoles concedido por Fernando II de Aragón, el Católico, entonces duque de Apulia y Calabria, por Real Cédula de 11 de abril de 1502 a Gonzalo Fernández de Córdoba, el Gran Capitán.
Su nombre se refiere al municipio italiano de Terranova Sappo Minulio, situado en la provincia de Reggio Calabria en la región de Calabria. 
La dignidad fue rehabilitada como título del Reino de España, con Grandeza por Real Carta de confirmación de 22 de julio de 1893, por Alfonso XIII, a favor de Alfonso Osorio de Moscoso y Osorio de Moscoso.

## Duques de Terranova (título italiano)
- Gonzalo Fernández de Córdoba y Aguilar, i duque de Terranova (1503-1515), i duque de Santángelo, i duque de Sessa, i duque de Andría, i duque de Montalto, i duque de Torremaggiore, i marqués de Bitonto, i príncipe de Jaffa, i príncipe de Venosa, I príncipe de Squillace.

A la muerte del Gran Capitán, el rey Fernando el Católico no permitió que sus sucesores heredaran el título.
- Carlos de Aragón y Tagliavia. Creado duque de Terranova el 17 de agosto de 1561 (1561-1599). Heredó el marquesado de Terranova de su padre, Francisco Tagliavia de Aragón, creado marqués de Terranova el 18 de abril de 1530. También fue príncipe de Castelvetrano, marqués de Avola y conde de Borghetto.

- Carlos Tagliavia de Aragón (1599-1605). Nieto del anterior. También fue príncipe de Castelvetrano, marqués de Ávola y de Favara y conde de Borghetto.

- Juan Tagliavia de Aragón (1605-1623). También fue príncipe de Castelvetrano, marqués de Ávola y de Favara y conde de Borghetto.

- Diego Tagliavia de Aragón (1623-1663). Hermano del anterior. También fue príncipe de Castelvetrano, marqués de Ávola y de Favara y conde de Borghetto.

- Juana de Aragón Tagliavia Carrillo de Mendoza y Cortés (1663-1692). También fue princesa de Castelvetrano, marquesa de Ávola, Favara y del Valle de Oaxaca, condesa de Borghetto, baronesa de Birribaida, de Belice, de Petra Belice, de Sant'Angelo di Muxiario, de Baccarasi, de Casteltermini y de Guastanella, y señora de Montedoro. Su sucesor entroncó con los duques de Monteleón.

- Juana de Aragón Pignatelli Cortés y Pimentel (1692-1725). Nieta de la anterior. También fue duquesa de Monteleón, princesa de Castelvetrano y Noya, marquesa de Ávola, de Caronia, de Cerchiara, Favara y del Valle de Oaxaca, condesa de Borrello y de Borghetto, baronesa de Birribaida, de Belice, de Petra Belice, de Sant'Angelo di Muxiario, de Baccarasi, de Casteltermini, de Guastanella y de Caronia, y señora de Montedoro.

- Diego de Aragón  Pignatelli Cortés (1725-1750). También duque de Monteleón, príncipe de Castelvetrano y Noya, marqués de Ávola, de Caronia, de Cerchiara, Favara y del Valle de Oaxaca, conde de Borrello y de Borghetto, barón de Birribaida, de Belice, de Petra Belice, de Sant'Angelo di Muxiario, de Baccarasi, de Casteltermini, de Guastanella y de Caronia, señor de Montedoro.

- Fabricio Matías de Aragón Pignatelli Cortés (1750-1765). También duque de Monteleón, príncipe de Castelvetrano y Noya, marqués de Ávola, de Caronia, de Cerchiara, Favara y del Valle de Oaxaca, conde de Borrello y de Borghetto, barón de Birribaida, de Belice, de Petra Belice, de Sant'Angelo di Muxiario, de Baccarasi, de Casteltermini, de Guastanella y de Caronia, señor de Montedoro.

- Héctor María de Aragón Pignatelli Cortés (1765-1800). También duque de Monteleón y Bellosguardo, príncipe de Castelvetrano y Noya, marqués de Ávola, de Caronia, de Cerchiara, Favara y del Valle de Oaxaca, conde de Borrello y de Borghetto, barón de Birribaida, de Belice, de Petra Belice, de Sant'Angelo di Muxiario, de Baccarasi, de Casteltermini, de Guastanella y de Caronia, señor de Amendolara, Montedoro y San Giovanni.

- Diego María de Aragón Pignatelli Cortés (1800-1818). También duque de Monteleón y de Bellosguardo, príncipe de Castelvetrano y Noya, marqués de Ávola, de Caronia, de Cerchiara, Favara y del Valle de Oaxaca, conde de Borrello y de Borghetto, barón de Birribaida, de Belice, de Petra Belice, de Sant'Angelo di Muxiario, de Baccarasi, de Casteltermini, de Guastanella y de Caronia, señor de Amendolara, Montedoro y San Giovanni.

- José de Aragón Pignatelli Cortés (1818-1859). También duque de Monteleón y de Bellosguardo, príncipe de Castelvetrano y Noya, marqués de Ávola, de Caronia, de Cerchiara, Favara y del Valle de Oaxaca, conde de Borrello y de Borghetto, barón de Birribaida, de Belice, de Petra Belice, de Sant'Angelo di Muxiario, de Baccarasi, de Casteltermini, de Guastanella y de Caronia, señor de Amendolara, Montedoro y San Giovanni.

- Diego de Aragón Pignatelli Cortés (1859-1880). También duque de Monteleón y de Bellosguardo, príncipe de Castelvetrano y Noya, marqués de Ávola, de Caronia,  de Cerchiara y de Favara, conde de Borrello y de Borghetto, barón de Birribaida, de Belice, de Petra Belice, de Sant'Angelo di Muxiario, de Baccarasi, de Casteltermini, de Guastanella y de Caronia, señor de Amendolara, Montedoro y San Giovanni.

- Antonio de Aragón Pignatelli Cortés (1880-1881). Hermano del anterior. También duque de Monteleón, de Bellosguardo, de Lacconia, de Girifalco y de Orta, príncipe de Castelvetrano, de Noya, de Valle Reale y de Maida, marqués de Ávola, de Caronia, de Cerchiara, de Favara, de Giogosa, y de Montesoro, conde de Borrello, de Borghetto y de Celano, barón de Birribaida, de Belice, de Petra Belice, de Sant'Angelo di Muxiario, de Baccarasi, de Casteltermini, de Guastanella y de Caronia, señor de Amendolara, Montedoro y San Giovanni.

- José de Aragón Pignatelli Cortés, también conocido como José Pignatelli de Aragón y Fardella (1881-1938). También duque de Monteleón, de Bellosguardo, de Lacconia, de Girifalco y de Orta, príncipe de Castelvetrano, de Noya, de Valle Reale y de Maida, marqués de Ávola, de Caronia, de Cerchiara, de Favara, del Valle de Oaxaca, de Giogosa, y de Montesoro, conde de Borrello, de Borghetto y de Celano, barón de Birribaida, de Belice, de Petra Belice, de Sant'Angelo di Muxiario, de Baccarasi, de Casteltermini, de Guastanella y de Caronia, señor de Amendolara, Montedoro y San Giovanni.

- Antonio Pignatelli de Aragón y de la Gándara (1938-1958). También duque de Monteleón, de Bellosguardo, de Lacconia, de Girifalco y de Orta, príncipe de Castelvetrano, de Noya, de Valle Reale y de Maida, marqués de Ávola, de Caronia, de Cerchiara, de Favara, de Giogosa, y de Montesoro, conde de Borrello, de Borghetto y de Celano, barón de Birribaida, de Belice, de Petra Belice, de Sant'Angelo di Muxiario, de Baccarasi, de Casteltermini, de Guastanella y de Caronia, señor de Amendolara, Montedoro y San Giovanni.

- Giuseppe Aragón Tagliavia Pignatelli Cortés (1958-1984). También duque de Monteleón, de Bellosguardo, de Lacconia, de Girifalco y de Orta, príncipe de Castelvetrano, de Noya, de Valle Reale y de Maida, marqués de Ávola, de Caronia, de Cerchiara, de Favara, de Giogosa, y de Montesoro, conde de Borrello, de Borghetto y de Celano, barón de Birribaida, de Belice, de Petra Belice, de Sant'Angelo di Muxiario, de Baccarasi, de Casteltermini, de Guastanella y de Caronia, señor de Amendolara, Montedoro y San Giovanni.

- Nicolás Pignatelli de Aragón y Rignon (1984-). Primo del anterior. También duque de Bellosguardo, de Lacconia, de Girifalco y de Orta, príncipe de Castelvetrano, de Noya, de Valle Reale y de Maida, marqués de Ávola, de Caronia, de Cerchiara, de Favara, de Giogosa, y de Montesoro, conde de Borrello, de Borghetto y de Celano, barón de Birribaida, de Belice, de Petra Belice, de Sant'Angelo di Muxiario, de Baccarasi, de Casteltermini, de Guastanella y de Caronia, señor de Amendolara, Montedoro y San Giovanni.

## Duques de Terranova (título español)
|                                   | Titular                                         | Periodo                           |
| Creación por Fernando el Católico | Creación por Fernando el Católico               | Creación por Fernando el Católico |
| --------------------------------- | ----------------------------------------------- | --------------------------------- |
| i                                 | Gonzalo Fernández de Córdoba                    | 1502-1515                         |
| Rehabilitación por Alfonso XIII   |                                                 |                                   |
| ii                                | Alfonso Osorio de Moscoso y Osorio de Moscoso   | 1893-1901                         |
| iii                               | María Rafaela Osorio de Moscoso y López de Ansó | 1901-1985                         |
| iv                                | Gonzalo de la Cierva y Moreno                   | 1985-actual titular               |

### Historia de los duques de Terranova
- Gonzalo Fernández de Córdoba y Aguilar, i duque de Terranova, duque de Sessa, duque de Montalto, duque de Sant'Ángelo y duque de Andría.

A la muerte del Gran Capitán, el rey Fernando el Católico no permitió que sus sucesores heredaran el título, por lo que sus sucesores aunque portaran el título no lo poseyeron legalmente:
- Elvira Fernández de Córdoba y Sotomayor, hija del precedente. Casó con Luis Fernández de Córdoba y Zúñiga.

- Gonzalo Fernández de Córdoba y Fernández de Córdoba, hijo de la precedente y sin descendencia. Casó con María Sarmiento de Mendoza.

- Fernando Ossorio de Moscoso y Fernández de Córdoba, intitulado a sí mismo como Duque de Terranova (título llevado motu proprio).

En 1893, durante el reinado de Alfonso XIII de España se rehabilitó el título "a segundo titular".
- Alfonso Osorio de Moscoso y Osorio de Moscoso (1857-1901), ii duque de Terranova, xv duque de Soma.

1. Casó con María Isabel López y Jiménez de Embúm, iii baronesa de la Joyosa, Dama de la Reina Victoria Eugenia de Battenberg.

- María Rafaela Osorio de Moscoso y López de Ansó (1893-1985), iii duquesa de Terranova, xiv marquesa de Poza, vii condesa de Garcíez.

1. Casó con Antonio de la Cierva y Lewita, ii conde de Ballobar, gentilhombre grande de España con ejercicio y servidumbre del rey Alfonso XIII. Le sucedió su nieto, hijo de Alfonso de la Cierva y Osorio de Moscoso y de Imelda Moreno y Arteaga:

- Gonzalo de la Cierva y Moreno (n. 1961), iv duque de Terranova, xvii marqués de Poza, iii conde de Ballobar.

1. Casó con Patricia Olmedilla de Caveda (n. 1977), hija de Vicente Olmedilla Muguiro, conde de Cerragería, y de Paloma de Caveda Barroeta (hija de la marquesa de Puebla de Rocamora)